# Rhoemetalces III
Rhoemetalces III was de laatste koning van Thracië van 38 tot 46 na Chr..

## Context
Onder keizer Augustus werd Thracië opgesplitst in Odrysië en Sapaei. In 18 na Chr. vermoordde de vader van Rhoemetalces III, Rhescuporis II de koning van Sapaei, Kotys III om zo het rijk te herenigen. Keizer Tiberius zette Rhescuporis II af. De weduwe van Kotys III, Antonia Tryphaena en haar zoon Rhoemetalces II regeerden het land (18-38).
Na de dood van Rhoemetalces II in 38 regeerden Rhoemetalces III en de dochter van Antonia Tryphaena, Pythodoris II over het land. De vrouw van Rhoemetalces III die de verhouding tussen neef en nicht niet zag zitten liet haar man in 46 na Chr. vermoorden. Rome greep in en annexeerde het land, Thracië werd de Romeinse provincie Thracia.